# Oscularia pedunculata
Oscularia pedunculata är en isörtsväxtart som först beskrevs av Nicholas Edward Brown, och fick sitt nu gällande namn av Schwant. Oscularia pedunculata ingår i släktet Oscularia och familjen isörtsväxter. Inga underarter finns listade i Catalogue of Life.